# June 1, 1974
June 1, 1974 (conocido coloquialmente como The ACNE Album) es un álbum en vivo de varios artistas de Island Records. Fue lanzado el 28 de junio de 1974, solo 27 días después del concierto en el Rainbow Theatre.

## Antecedentes
Un día, mientras almorzaba con John Cale y Kevin Ayers, Richard Williams tuvo la idea de reunir a un grupo de artistas del sello Island Records en un concierto y grabarlo todo para un álbum. La idea se hizo realidad el 1 de junio de 1974 en el Rainbow Theatre de Londres. El álbum se atribuye oficialmente a todos los intérpretes principales Kevin Ayers, John Cale, Brian Eno y Nico, aunque otros músicos conocidos, incluidos Mike Oldfield y Robert Wyatt, también contribuyeron en el concierto.

## Ilustración y empaque
La fotografía de la portada fue tomada por Mick Rock en el vestíbulo del Rainbow Theatre poco antes de que comenzara el concierto. Se dice que la mirada irónica entre Cale y Ayers se explica por el hecho de que Cale había sorprendido a Ayers durmiendo con su esposa Cindy Wells la noche anterior al concierto. La pareja se divorciaría al año siguiente. Cale utilizó más tarde el adulterio como inspiración para su canción «Guts» del álbum Slow Dazzle de 1975.

## Recepción de la crítica
Un escritor no especificado de la revista Cash Box declaró: “Con los invitados especiales Mike Oldfield y Robert Wyatt añadiendo el toque dulce, cuatro de las estrellas más intrigantes de la cultura pop son capturadas en vivo en uno de los álbumes más interesantes del año”.

## Lista de canciones
Todas las canciones escritas y compuestas por Kevin Ayers, excepto donde esta anotado. 
| Lado uno |                        |                                            |           |          |  |
| N.º      | Título                 | Escritor(es)                               | Artista   | Duración |  |
| 1.       | «Driving Me Backwards» | Brian Eno                                  | Brian Eno | 5:48     |  |
| 2.       | «Baby's on Fire»       | Eno                                        | Brian Eno | 3:34     |  |
| 3.       | «Heartbreak Hotel»     | Mae Boren Axton Tommy Durden Elvis Presley | John Cale | 4:54     |  |
| 4.       | «The End»              | The Doors                                  | Nico      | 8:51     |  |

| Lado dos |                                                             |             |          |  |
| N.º      | Título                                                      | Artista     | Duración |  |
| 1.       | «May I?»                                                    | Kevin Ayers | 5:16     |  |
| 2.       | «Shouting in a Bucket Blues»                                | Kevin Ayers | 4:47     |  |
| 3.       | «Stranger in Blue Suede Shoes»                              | Kevin Ayers | 3:14     |  |
| 4.       | «Everybody's Sometime and Some People's All the Time Blues» | Kevin Ayers | 4:06     |  |
| 5.       | «Two Goes into Four»                                        | Kevin Ayers | 2:17     |  |

## Lectura adicional
- Williams, Richard (1 de junio de 2024). «June 1, 1974». Uncut (en inglés).